# Klaus P. Arnold
Klaus P. Arnold (* 1944) ist ein deutscher Rechtsanwalt und Kommunalpolitiker (CSU). Seit 1991 ist er Vorsitzender des Kuratoriums der Stiftung Kulturförderung.
Arnold studierte von 1963 bis 1968 an der Ludwig-Maximilians-Universität in München Rechtswissenschaft. Nach seinem Referendariat ging er an die Universität Zürich und promovierte dort über Das Recht am Unternehmen in der Rechtsprechung des Schweizerischen Bundesgerichts und des deutschen Bundesgerichtshofes. Im Anschluss war er von 1972 bis 1974 als Wirtschaftsprüfer in verschiedenen mittelständischen und Industrieunternehmen tätig. 1975 ließ er sich in München als Rechtsanwalt mit Schwerpunkten im Zivil- und Wirtschaftsrecht nieder.
Von 1971 bis 1979 war er Mitglied des Landesvorstandes der Jungen Union. 1972 übernahm er im Gemeinderat seines Heimatortes Gauting und im Kreistag des Landkreises Starnberg politische Mandate und hielt in beiden Gremien lange Zeit den Fraktionsvorsitz inne. 1981 betrieb er als stellvertretender Starnberger CSU-Kreisvorsitzender das erfolgreiche Parteiausschlussverfahren gegen den „Friedensforscher“  Alfred Mechtersheimer.
Von 1987 bis 1996 war er stellvertretender Landrat des Landkreises Starnberg.
Vier Jahre nach dessen Gründung übernahm er 1976 den Vorsitz des Deutschen Kinderhilfswerks, den er bis 1980 behielt. Seit 1985 ist er Präsident der Fondazione Rotonda Romana. Im Jahr 1991 übernahm er den Vorsitz des Kuratoriums Stiftung Kulturförderung, die jährlich den Deutschen Kulturpreis vergibt. Seit 1992 ist er zudem Vorsitzender der Vera-und-Volker-Doppelfeld-Stiftung für Wissenschaft, Kultur und Ausbildung.

## Auszeichnungen
- 1991: Bundesverdienstkreuz am Bande
- 1997: Medaille für besondere Verdienste um die kommunale Selbstverwaltung
- 2007: Bayerischer Verdienstorden